# تیک گره
تیک گره (به انگلیسی: Tekgarh) یک روستا در پاکستان است که در پنجاب واقع شده‌است. تیک گره ۱۴۶ متر بالاتر از سطح دریا واقع شده‌است.